# Гросс, Фёдор Иванович (дипломат)
Фёдор Иванович Гросс (нем. Friedrich Ulrich Gross; 1729 — 2 сентября 1793) — российский дипломат.

## Биография
Окончил Тюбингенский университет (Королевство Вюртемберг) в Германии.
В 1750 году поступил на службу в Российскую государственную Коллегию иностранных дел и был прикомандирован к российской миссии в Берлине, где российским посланником был его дядя Генрих Иванович Гросс, под руководством которого Фёдор Гросс выучил русский язык и получил первые навыки дипломатической работы.
В 1752—1758 годах находился при российской миссии при I Речи Посполитой и в Курфюрстве Саксонском.
Затем работал в секретной экспедиции Государственной Коллегии иностранных дел (1759—1760).
В 1761 году Фёдор Гросс был отправлен советником российской миссии в Нидерландские Генеральные штаты в Гаагу.
В 1764 году Фёдор Гросс был переведён в той же должности в Англию. В 1765—1766 годах — временный поверенный в делах России в Англии.
С 1767 году был назначен резидентом при Нижнесаксонском округе.
С 1779 года был чрезвычайным посланником с местопребыванием в вольном городе Гамбурге, где находился до своей смерти.

## Ссылка
- ДИПЛОМАТЫ РОССИЙСКОЙ ИМПЕРИИ
- Посольство РФ в Великобритании (недоступная ссылка)